# 시키시마촌 (나라현)
시키시마촌(城島村)은 나라현 시키군에 있던 촌이다. 현재의 사쿠라이시 중심부에 해당한다.

## 역사
- 1889년 4월 1일 - 정촌제 시행에 의해 시키조군 시키시마촌이 성립하였다.
- 1897년 4월 1일 - 시키군으로 소속이 변경되었다.
- 1942년 4월 1일 - 구 사쿠라이정과 합병해 새로운 사쿠라이정이 성립하여, 동일 시키시마촌은 폐지되었다.